# Chè (ẩm thực)
Chè là một món ăn được dùng làm món tráng miệng có nguồn gốc từ Việt Nam. Đây là một món nước, trong đó nguyên liệu quan trọng nhất là đường. Nguyên liệu nấu chè rất phong phú đa dạng: các loại đậu, hạt, gạo nếp, sữa dừa, ngũ cốc, quả, củ và thậm chí ở Huế còn có chè bột lọc heo quay.

## Các loại chè

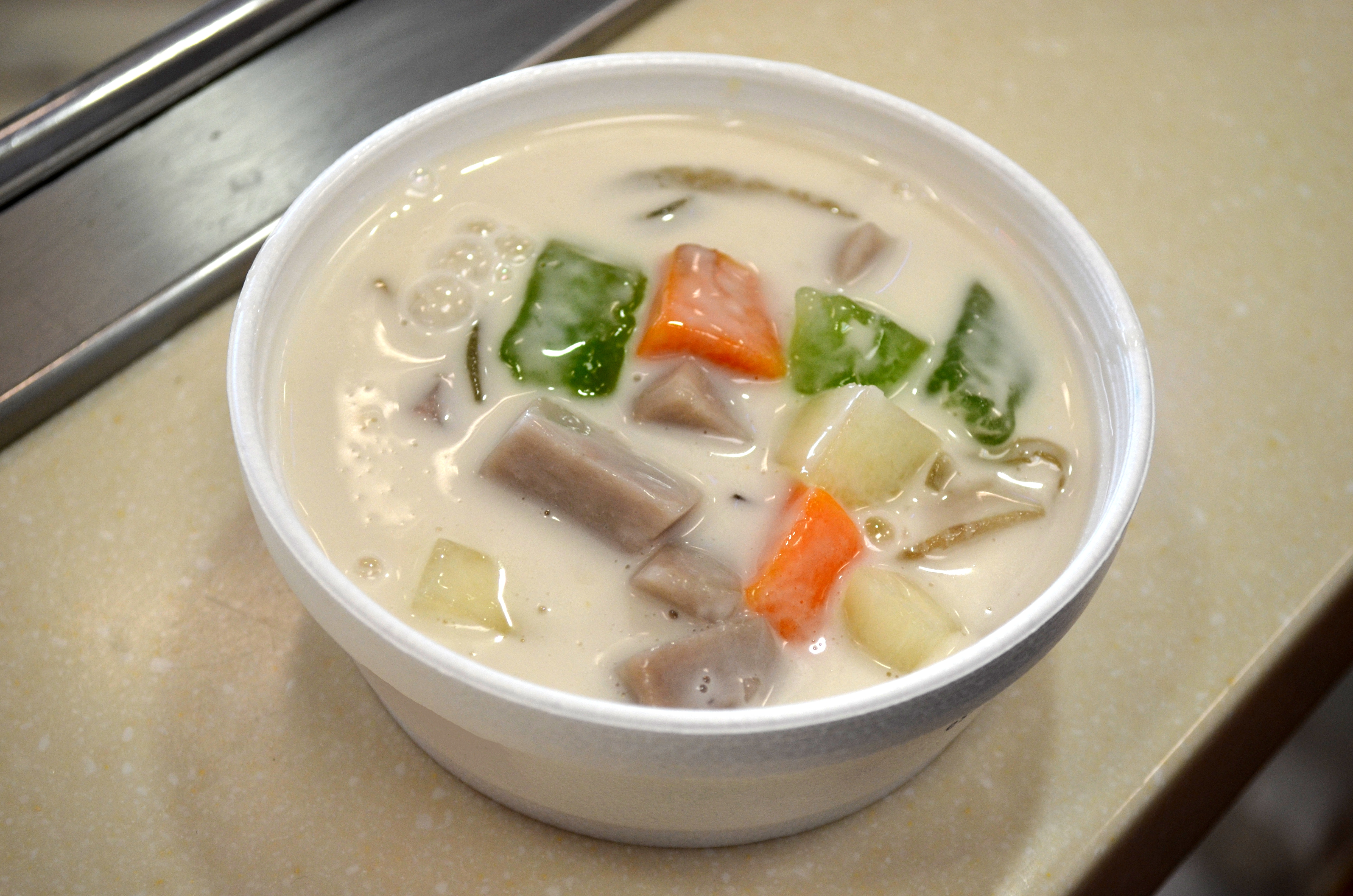
Chè bà ba

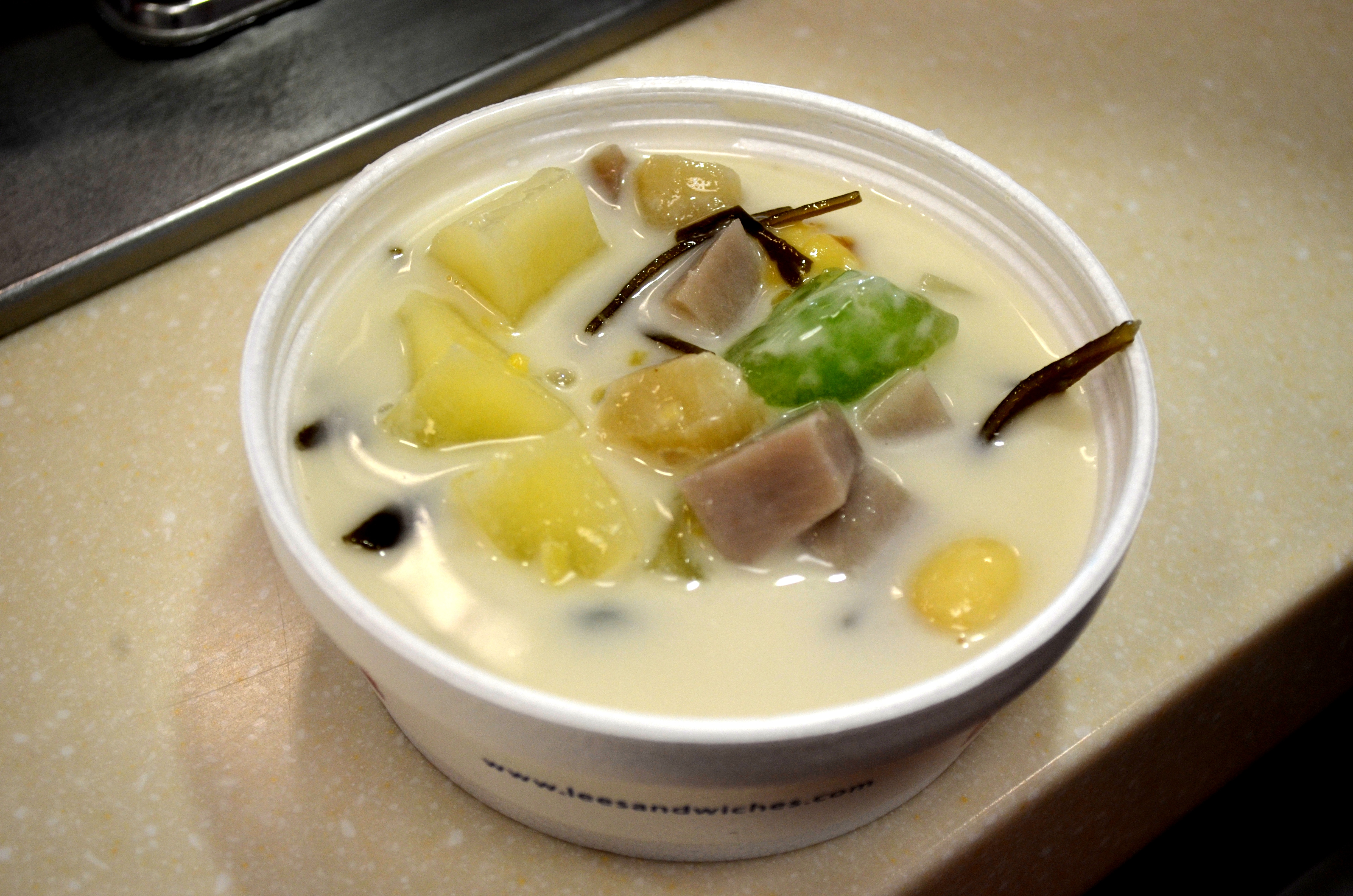
Chè thưng

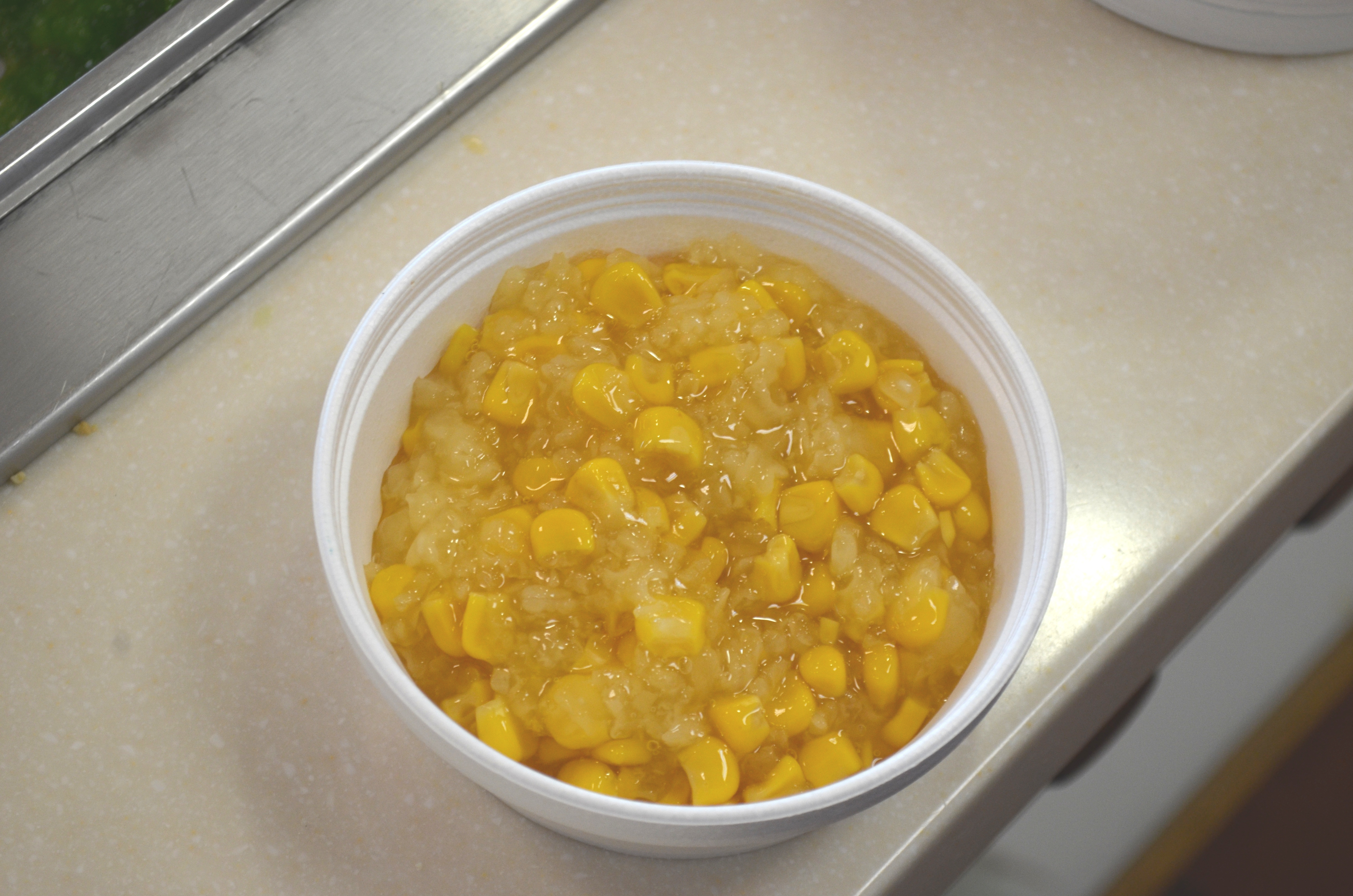
Chè bắp

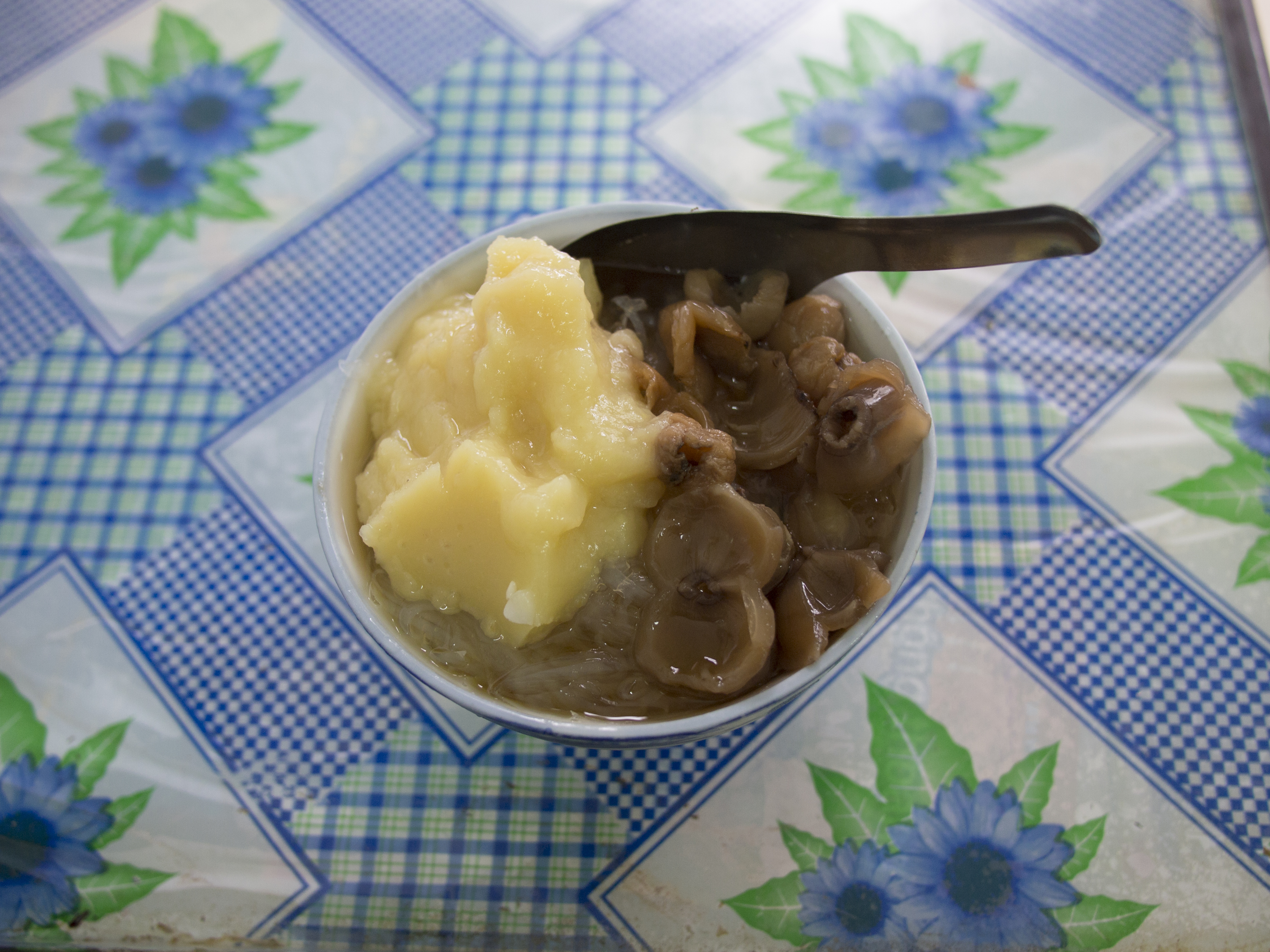
Chè Thạch Trắng Đậu Xanh Nhãn Nhục.

Có rất nhiều loại chè khác nhau tùy theo nguyên liệu và cách chế biến, dưới đây là một số loại chè thông dụng tại Việt Nam:
- Chè bà ba
- Chè bà cốt
- Chè ba màu
- Chè bí đỏ
- Chè bánh lọt
- Chè bắp
- Chè bưởi
- Chè chuối
- Chè củ mài
- Chè củ súng
- Chè củ từ
- Chè đậu đãi
- Chè đậu đen
- Chè đậu đỏ
- Chè đậu ngự
- Chè đậu phộng
- Chè đậu trắng
- Chè đậu ván
- Chè đậu xanh
- Chè đậu xanh phổ tai
- Chè hạt kê
- Chè hạt lựu
- Chè hạt sen
- Chè hoa cau
- Chè khoai lang
- Chè khoai môn
- Chè khoai tây
- Chè khúc bạch
- Chè long nhãn
- Chè vải
- Chè sương sa hạt lựu
- Chè củ năng
- Chè môn sáp vàng
- Chè nhãn nhục
- Chè sắn dây
- Chè sầu
- Chè sen dừa
- Chè bột lọc heo quay
- Chè trôi nước
- Chè tổ yến
- Chè trân châu
- Chè vừng